# رد گم کردن
رد گم کردن (انگلیسی: Backtrack) یک فیلم است که در سال ۲۰۱۵ منتشر شد. از بازیگران آن می‌توان به آدرین برودی اشاره کرد.

## خلاصه فیلم
ذهن روان‌شناسی به نام پیتر باوئر هنگامی که می‌فهمد همه بیمارانش در واقع خیالی و ارواح بوده‌اند، دچار آشفتگی می‌شود و...